# アイゾ語
アイゾ諸語（Ayizɔ）は、ベナンで話されるグベ語群言語である。アイゾ語、コタファン語、グベシ語が含まれる。

## 分布
アイゾ諸語はベナンのモノ川周辺、アトランティック県、クッフォ県、モノ県、ウェメ県や、ズー県の一部で話される。

## 言語学的分類
アイゾ諸語は、グベ語群の一群であるフラ・フェラ語（英語: Phla–Pherá languages）に分類される。アイゾ諸語には以下の言語が含まれる。
- アイゾ語
- コタフォン語
- グベシ語

サクスエ語は、以前はアイゾ諸語として分類されていた。
また、アイゾ諸語はアイゾ・コタフォン・グベシ語とも呼ばれ、アイゾ語と区別される。

## 表記
アイゾ語の文字は、ラテン文字を基に、Ɖ/ɖ、Ɛ/ɛ、Ɔ/ɔや、gb、hw、kp、ny、xwの二重音字が加わる。
|                     | a | b | c  | d | ɖ | e | ɛ | f | g | gb | h | hw | i | j  | k | kp | l | m | n | ny | o | ɔ | p | r | s | t | u | v | w | x | xw | y | z |
| 音素 (国際音声記号) | a | b | t͡ɕ | d | ɖ | e | ɛ | f | ɡ | ɡb | ɣ | ɣʷ | i | d͡ʑ | k | kp | l | m | n | ɲ  | o | ɔ | p | r | s | t | u | v | w | x | xʷ | j | z |

### 声調表記
声調は以下のように表記される。
- アキュート・アクセントは上昇調を表す。xó, dó
- グレイヴ・アクセントは下降調を表す。ɖò, akpàkpà
- ハーチェクは下降上昇調を表す。bǔ, bǐ
- サーカムフレックスは上昇下降調を表す。côfù
- マクロンは中平板調を表す。kān

声調は、参考図書では必ず表記されるが、他の文章では必ずしも表記される訳ではない。声調表記は音素であり、実際の発音は音節によって異なる場合がある。